# Loudima (Fluss)
Der Loudima ist ein linker Nebenfluss des Kouilou in der Republik Kongo.

## Verlauf
Der Fluss entspringt im äußersten Südwesten der Republik Kongo, nahe der Grenze zur Provinz Cabinda. Er fließt zunächst in südliche Richtung, dreht dann um fast 180° über West und fließt in nördlicher Richtung weiter. Der Loudima mündet bei dem Ort Loudima in den Kouilou.

## Hydrometrie
Die Durchflussmenge des Loudima wurde am Pegel IFAC, kurz vor der Mündung, über die Jahre 1973 bis 1983 gemittelt, gemessen (in m³/s).
- Diagrammdaten:
- Definition |
- Rohdaten |
- Hilfe